# DOPELAND
「DOPELAND」（ドープランド）は、BIGMAMAの16枚目のシングル。2017年7月19日にRX-RECORDSよりリリースされた。

## 概要
前作『SPECIALS』から1年4ヶ月ぶりのリリース。表題曲が存在しないが、M-1「CRYSTAL CLEAR」がリード曲であることが明らかになっている。
本作より4ヶ月前リリースされた7thオリジナルアルバム『Fabula Fibula』のスピンオフ作品となっており、そこで登場した架空の街のストーリー中にある、愛の形がその目に見えてしまう「幻覚の島＜ドープランド＞」に焦点を当てている。また、CDとともに、小説家の住野よるによる「愛はハリネズミのように」からインスパイアされた掌編小説『DOPELAND』が収録されており、CDと本を合わせた、特殊ブックレット仕様となっている。
ジャケット写真は、loundrawによるイラストで、小説と同様に「DOPELAND」からインスパイアされた書き下ろしジャケットになっている。

## 楽曲解説
CRYSTAL CLEAR
リード曲。MVが作られている。
ピアノとアコースティックギターによる透明感のある曲調の楽曲
ミュージックビデオは、全編アニメーションで構成されたショートフィルム。1人の女の子と猫の物語が描かれている。
ILLUSION
ポジティブな高揚感に満ちた楽曲。

## 収録曲
| 全作詞: 金井政人、全作曲・編曲: BIGMAMA。 |                            |          |            |      |
| #                                         | タイトル                   | 作詞     | 作曲・編曲 | 時間 |
| 1.                                        | 「CRYSTAL CLEAR」          | 金井政人 | BIGMAMA    | 4:43 |
| 2.                                        | 「ILLUSION」               | 金井政人 | BIGMAMA    | 3:39 |
| 3.                                        | 「愛はハリネズミのように」 | 金井政人 | BIGMAMA    | 4:02 |
| 合計時間:                                 | 合計時間:                  | 12:24    |            |      |